# Mario Pierangeli
Mario Pierangeli (Tivoli, 27 gennaio 1957 – Montelibretti, 6 gennaio 2000) è stato un militare italiano, Vicebrigadiere dell'Arma dei Carabinieri, insignito di Medaglia d'oro al valor civile (alla memoria).